# Megarididae
Megarididae possuem tamanho diminuto (cerca de 5 mm ou menos) e forma coleopteróide. É exclusivamente neotropical, com 16 espécies em um único gênero, Megaris. A biologia da família é praticamente desconhecida, mas assume-se que suas espécies sejam exclusivamente fitófagas.